# Rzeszów
Rzeszów (Žešuv) je mjesto u jugoistočnoj Poljskoj. 

## Vanjske poveznice

### Ostali projekti
|  | Zajednički poslužitelj ima stranicu o temi Rzeszów |